# (33101) 1997 YN10
1997 YN10 (asteroide 33101) é um asteroide da cintura principal. Possui uma excentricidade de 0.19777560 e uma inclinação de 8.80891º.
Este asteroide foi descoberto no dia 28 de dezembro de 1997 por Takao Kobayashi em Oizumi.